# Yuny Han
Yuny Han (ユニー・ハン, Yuni Han) (nascida em 13 de outubro de 1983) é uma atriz sul-coreana e ex-membro das bandas japonesas Brandnew Biscuits e Memory Cats.